# Liste der Kulturgüter im Verwaltungskreis Oberaargau
Die Liste der Kulturgüter im Verwaltungskreis Oberaargau enthält alle Objekte in den Gemeinden des Verwaltungskreises Oberaargau im Kanton Bern, die gemäss der Haager Konvention zum Schutz von Kulturgut bei bewaffneten Konflikten, dem Bundesgesetz vom 20. Juni 2014 über den Schutz der Kulturgüter bei bewaffneten Konflikten sowie der Verordnung vom 29. Oktober 2014 über den Schutz der Kulturgüter bei bewaffneten Konflikten unter Schutz stehen.

## Kulturgüterlisten der Gemeinden
- Aarwangen
- Attiswil
- Auswil
- Bannwil
- Berken
- Bettenhausen
- Bleienbach
- Busswil bei Melchnau *
- Eriswil
- Farnern
- Gondiswil
- Graben
- Heimenhausen
- Herzogenbuchsee
- Huttwil
- Inkwil
- Langenthal
- Lotzwil
- Madiswil
- Melchnau
- Niederbipp
- Niederönz
- Oberbipp
- Ochlenberg
- Oeschenbach
- Reisiswil
- Roggwil
- Rohrbach
- Rohrbachgraben
- Rumisberg
- Rütschelen
- Schwarzhäusern
- Seeberg
- Thörigen
- Thunstetten
- Ursenbach
- Walliswil bei Niederbipp
- Walliswil bei Wangen
- Walterswil
- Wangen an der Aare
- Wiedlisbach
- Wynau
- Wyssachen

* Diese Gemeinde besitzt keine Objekte der Kategorien A oder B, kann aber (zzt. nicht dokumentierte) C-Objekte besitzen.